# Alfordsville
Alfordsville es un pueblo ubicado en el condado de Daviess en el estado estadounidense de Indiana. En el Censo de 2010 tenía una población de 101 habitantes y una densidad poblacional de 565,16 personas por km².

## Geografía
Alfordsville se encuentra ubicado en las coordenadas 38°33′37″N 86°56′55″O / 38.56028, -86.94861. Según la Oficina del Censo de los Estados Unidos, Alfordsville tiene una superficie total de 0.18 km², de la cual 0,18 km² corresponden a tierra firme y (1.45 %) 0 km² es agua.

## Demografía
Según el censo de 2010, había 101 personas residiendo en Alfordsville. La densidad de población era de 565,16 hab./km². De los 101 habitantes, Alfordsville estaba compuesto por el 99,01 % blancos y el 0,99 % eran de una mezcla de razas. Del total de la población el 0 % eran hispanos o latinos de cualquier raza.